# Reverendo
Reverendo è un trattamento di cortesia riservato agli ecclesiastici in varie Chiese cristiane.

## Chiesa cattolica
Nella Chiesa cattolica il trattamento di Reverendo presenta tre diversi gradi: Reverendissimo, Molto Reverendo e Reverendo; ognuno di essi regolato da precise norme di impiego.

### Reverendissimo
Il trattamento di Reverendissimo (spesso abbreviato Rev.mo, in latino Reverendissimus) è riservato:
- ai cardinali, che godono del trattamento di Eminenza Reverendissima, tuttavia l'istruzione Ut sive sollicite della Segreteria di Stato della Santa Sede del 31 marzo 1969, rese opzionale l'aggettivo "Reverendissima".[1]
- ai patriarchi, cui è riservata il trattamento di Beatitudine Reverendissima.[2]
- agli arcivescovi e ai vescovi, cui si riserva il trattamento di Eccellenza Reverendissima, tuttavia l'istruzione Ut sive sollicite della Segreteria di Stato della Santa Sede del 31 marzo 1969, rese opzionale l'aggettivo "Reverendissima" e confermò il trattamento di "Eccellenza" per i vescovi, per il decano del Tribunale della Rota Romana, per il segretario del Supremo Tribunale della Segnatura Apostolica e per il vicecamerlengo.[1]
- ai seguenti prelati, che godono del trattamento di Monsignore reverendissimo:[1]
  - i superiori dei dicasteri della Curia romana;
  - gli uditori della Sacra Romana Rota;
  - il promotore generale di giustizia e il difensore del vincolo del Supremo Tribunale della Segnatura Apostolica;
  - i protonotari apostolici de numero;
  - i chierici della Camera Apostolica;
  - i prelati dell'Anticamera Pontificia.
- i superiori generali degli ordini religiosi, eccettuati i carmelitani, e agli abati, cui spetta il trattamento di Reverendissimo Padre.
- ai vicari generali.

### Molto Reverendo
Il trattamento di Molto Reverendo (abbreviato in M.R., in latino Admodum Reverendus) è riservato:
- ai superiori generali dei carmelitani;
- ai canonici, ai vicari foranei, agli arcipreti e ai prevosti;
- ai priori, ai rettori, ai padri guardiani o ai superiori;
- ai parroci.

### Reverendo
Il trattamento di Reverendo (abbreviato in Rev., , in latino Reverendus) è riservato:
- ai protonotari apostolici supra numerum, che godono del trattamento di Reverendo Monsignore;[1]
- ai sacerdoti non qualificati;
- ai diaconi, in quanto appartenenti al clero;
- ai seminaristi del Seminario Romano Maggiore.